# Shelley Hennig
Shelley Catherine Hennig (Destrehan, 2 januari 1987) is een Amerikaanse actrice.
Hennig werd in zowel 2010 als 2012 genomineerd voor een Daytime Emmy Award voor haar rol als Stephanie Johnson in Days of our Lives. Hennig werd in 2004 verkozen tot Miss Teen USA. 
Zij werd later ook bekend door haar rol als Malia Tate/Hale in Teen Wolf.
2023 speelde zij de hoofdrol in een Netflix Serie: "Obliterated".

## Filmografie
*Eenmalige verschijningen niet vermeld